# ГЕС Gěngdá
ГЕС Gěngdá (耿达水电站) — гідроелектростанція у центральній частині Китаю в провінції Сичуань. Знаходячись перед ГЕС Yúzixī, входить до складу каскаду на річці Yúzixī, правій притоці Міньцзян, котра в свою чергу є лівою притокою Дзинші (верхня течія Янцзи).
В межах проекту річку перекрили бетонною греблею висотою 32 метра та довжиною 131 метр, гребінь якої знаходиться на позначці 1502,5 метра НРМ. Вона утримує невелике водосховище з об'ємом 695 тис. м3, із яких до корисного об'єму відноситься  657 тис. м3. Зі сховища через лівобережний гірський масив прокладено дериваційний тунель довжиною 6,8 (за іншими даними — 7,6) км з діаметром від 5 до 6,6 метра.
Машинний зал станції споруджений у підземному виконанні. Тут встановлено чотири турбіни типу Френсіс потужністю по 40 МВт, які використовують напір до 302 метрів (номінальний напір 260 метрів) та забезпечують виробництво 890 млн кВт-год електроенергії на рік.